# 132524 APL
132524 APL(임시 이름 2002 JF56)은 소행성이다. 소행성의 이름은 존스홉킨스 대학교 응용 물리학 연구소(Applied Physics Lab)에서 따왔다. 2006년 6월 13일 뉴 허라이즌스가 UTC 4시 5분에 132524 APL에서 10만 1867킬로미터 떨어진 곳을 지나갔다. 뉴 허라이즌스 호의 연구 결과 에이피엘의 종류는 S형 소행성으로 밝혀졌다.

## 참고 문헌
- Olkin, Catherine B.; Reuter; Lunsford; Binzel; Stern (2006). “The New Horizons Distant Flyby of Asteroid 2002 JF56”. 《Bulletin of the American Astronomical Society》 38: 597. Bibcode:2006DPS....38.5922O.